# Anthracosaurus
Anthracosaurus es un género extinto de tetrápodo que existió durante el Carbonífero Superior. Anthracosaurus pertenece al suborden Embolomeri.
Anthracosaurus vivió hace aproximadamente 310 millones de años; fue un gran depredador acuático similar a las anguilas. Pudo alcanzar más de 3 metros de longitud y sus mandíbulas estaban ocupadas por dientes puntiagudos. Anthracosaurus habitaba en pantanos, ríos y lagos en lo que actualmente es Escocia. Su nombre es griego significa «largarto del carbón».

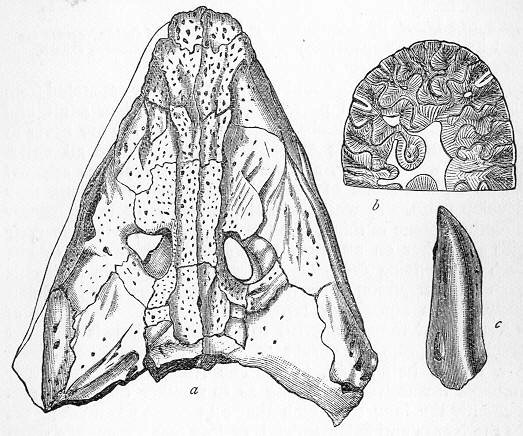
Cráneo de Anthracosaurus russelli.